# Symi
Symi cũng được phiên âm là Syme hoặc Simi (tiếng Hy Lạp: Σύμη) là một khu tự quản ở vùng Nam Egeo, Hy Lạp. Đây là vùng núi và bao gồm thị trấn cảng Symi và thị trấn phía trên lân cận Ano Symi, cũng như một số địa phương, bãi biển nhỏ hơn và các khu vực có ý nghĩa quan trọng trong lịch sử và thần thoại.  Symi là một phần của đơn vị khu vực Rhodes. Khu tự quản Symi có diện tích 66 km², dân số theo điều tra ngày 18 tháng 3 năm 2001 là 2594 người.